# George Lawson (Politiker, 1906)
George Lawson (* 11. Juli 1906; † 3. Juli 1978) war ein britischer Politiker.

## Politischer Werdegang
Nachdem der Labour-Politiker Alexander Anderson, welcher den Wahlkreis Motherwell seit 1945 im britischen Unterhaus vertrat, 1954 verstarb, waren in dem Wahlkreis Nachwahlen vonnöten. Zu diesen stellte die Labour Party George Lawson auf. Lawson setzte sich deutlich gegen den Unionisten Sloan sowie den Kommunisten John Gollan durch und zog in der Folge erstmals in das House of Commons ein. Bei den folgenden Unterhauswahlen 1955 und 1959 verteidigte er sein Mandat. In letzterer Wahlperiode bekleidete Lawson das Amt eines Lord Commissioner of the Treasury.
Bei den Wahlen 1964 und 1966 hielt Lawson sein Mandat ungefährdet. Von 1966 bis 1967 war er als stellvertretender Whip der Labourfraktion eingesetzt. Nachdem Lawson bei den Unterhauswahlen 1970 ein weiteres Mal sein Mandat verteidigte, wurde sein Wahlkreis Motherwell im Vorfeld der Wahlen im Februar 1974 aufgelöst. Daraufhin kandidierte Lawson im Nachfolgewahlkreis Motherwell and Wishaw, dessen Mandat er gewann. Zu den Unterhauswahlen im Oktober 1974 trat Lawson nicht mehr an. Das Mandat gewann sein Parteikollege Jeremy Bray.